# Paul Eduard Crodel
Pour les articles homonymes, voir Crodel.
Paul Eduard Crodel (né le 7 septembre 1862 à Cottbus, mort le 28 juillet 1928 à Dietramszell) est un peintre allemand.

## Biographie
Il étudie de 1882 à 1885 à l'école des beaux-arts de Weimar auprès de Woldemar Friedrich et de Theodor Hagen puis trois autres années à l'académie des beaux-arts de Karlsruhe auprès de Hermann Baisch. En 1888, il vient à Munich, expose au palais des glaces deux ans plus tard et est membre fondateur de la Sécession.
Pour peindre les paysages, il explore la banlieue nord de Munich puis aussi dans les Alpes autour d'Isny im Allgäu et l'hiver 1908 la Suisse.
Il expose à la Biennale de Venise en 1909.
Crodel est membre du Deutscher Künstlerbund qui organise sa première exposition en 1904 en compagnie de la Sécession de Munich dans le Staatliche Antikensammlungen.

## Famille
Paul Eduard Crodel appartient à la famille de peintres du même nom (de). Il est le fils du peintre Eduard Heinrich Paul Crodel. En 1895 naît sa fille Erna Dinklage (de). Après son divorce en 1912, sa fille de 19 ans et son compagnon de 17 s'installent chez l'artiste. Il initie son neveu Charles Crodel.

### Source de la traduction
- (de) Cet article est partiellement ou en totalité issu de l’article de Wikipédia en allemand intitulé « Paul Eduard Crodel » (voir la liste des auteurs).